# Jackie Ormes
Zelda Mavin Jackson dite Jackie Ormes (1er août 1911 à Pittsburgh - 26 décembre 1985 à Chicago) est une journaliste et dessinatrice de presse américaine. Active de 1937 à 1956, elle est la première femme afro-américaine à avoir travaillé dans le dessin de presse et la bande dessinée. Elle est principalement connue pour sa série Patty-Jo 'n' Ginger (1945-1956).

## Biographie
Originaire de Pennsylvanie, Zelda Mavin Jackson est la fille de William Winfield Jackson et de Mary Brown Jackson. Son père, propriétaire d'une imprimerie et d'un cinéma, est mort dans un accident d'automobile en 1917. La jeune Jackie de six ans et sa petite sœur Dolores sont confiées aux soins de leur tante et de leur oncle pour une courte période. La mère de Jackie se remarie et la famille déménage dans la banlieue de Monongahela. En 1930, elle est diplômée du lycée de Monongahela.
La dessinatrice épouse le comptable Earl Clark Holmes en 1936. Le couple s'installe d'abord à Salem dans l'Ohio, mais l'auteure ne s'y plaît pas et ils retournent vivre à Chicago. Ils sont les parents de Jaqueline, victime d'un anévrisme cérébral à l'âge de 3 ans. Earl décède en 1976.
Journaliste, artiste, elle est décrite comme une militante socialiste, engagée dans une politique progressive. La dessinatrice est une personnalité bien connue dans la communauté noire de Chicago dans les années 1950 et 60.
En 1956, Jackie Ormes se retire du dessin de presse, bien qu'elle continue de créer dans le monde de l'art, y compris des peintures murales, des natures mortes ou des portraits, jusqu'à ce que l'arthrite rhumatoïde lui rende la tâche impossible.
Elle est morte d'une hémorragie cérébrale à Chicago le 26 décembre 1985.
En 2014, elle est intronisée à titre posthume à la National Association of Black Journalists Hall of Fame et en 2018 au Temple de la renommée Will Eisner.

## Carrière professionnelle

### Journalisme de terrain
Adolescente, elle dessine et écrit tout au long du collège. C'est au cours de cette période qu'elle adresse une lettre au rédacteur en chef du Pittsburgh Courrier, un journal hebdomadaire afro-américain publié chaque samedi. L'éditeur de l'époque, Robert Van, lui écrit en retour. Cette correspondance l'a mène sa première tâche d'écriture, la couverture d'un match de boxe. Ce premier engagement en engendre d'autres et la jeune fille se trouve une nouvelle passion pour le sport.
Jackie Ormes débute dans le journalisme en tant que correctrice pour le Pittsburgh Courrier. Elle travaille également comme rédactrice en chef et en tant qu'auteure indépendante, rédigeant des actes de police, des procès de tribunaux ou des articles portant sur des sujets de société. Elle bénéficie d'une bonne réputation « en écrivant sur tout ce que la loi permet », bien que son intérêt pour le dessin ne la quitte pas.

### Cartooning
Le premier comics de Jackie Ormes, Torchy Brown in Dixie to Harlem, apparaît pour la première fois dans le Pittsburgh Courrier en 1937. La bande dessinée est ensuite publiée dans quatorze autres titres de presse afro-américains. Le personnage de Torchy Brown est une représentation humoristique d'un adolescent du Mississippi qui a trouvé la gloire et la fortune en chantant et dansant dans le célèbre Cotton Club. Le voyage de Torchy, du Mississippi à la ville de New York, reflété le voyage de nombreux Afro-Américains qui se sont aventurés vers le nord lors de la Grande Migration. C'est par Torchy Brown que la dessinatrice est devenue la première femme afro-américaine à produire une bande dessinée syndiquée. Le projet s'arrête brutalement en 1940, probablement en lien avec la fin du contrat de l'auteure.
En 1942, elle déménage à Chicago et commence à écrire occasionnellement des articles dans la colonne sociale de The Chicago Defender, l'un des premiers journaux noir du pays. Pendant quelques mois à la fin de la Seconde Guerre mondiale, son comics, Candy, le quotidien d'une femme de chambre attrayante et judicieuse, est publié dans l’hebdomadaire.
À partir d'août 1945, l'œuvre de Jackie Ormes est de retour dans le Pittsburgh Courrier, avec l'avènement de Patty-Jo 'n' Ginger, une bande dessinée d'un seul panneau qui durera onze années. La série présente les facéties de deux sœurs, celles d'une enfant précoce, perspicace et socialement ou politiquement consciente comme seul orateur, face à une jeune femme adulte, personnage à la pointe et mannequin à la mode. Contrairement aux images des Afro-Américains qui prévalaient dans la culture pop de l'époque, les sœurs appartiennent ouvertement à la classe supérieure. À travers ce quotidien luxueux, l'auteure distille des clins d’œil en lien avec l'actualité sociale et politique du pays.
En 1950, le Pittsburgh Courrier intègre à ses pages un insert de bande dessinée en couleur de huit pages, où Jackie Ormes réinvente son personnage Torchy dans une nouvelle création, Torchy in Heartbeats. Cette Torchy est une femme indépendante qui trouve l'aventure en cherchant le véritable amour. La dessinatrice exprime son approche dans la conception de la mode ainsi que sa vision d'un beau corps féminin noir avec des découpes de poupées en papier Torchy Togs qui accompagnent ses cases.
Le comics est probablement plus connu pour son dernier épisode datant de 1954, dans lequel Torchy et son petit ami médecin font face au racisme et à la pollution de l'environnement. Ce personnage a pendant des années présenté une image d'une femme noire qui, contrairement aux représentations médiatiques stéréotypées contemporaines, était confiante, intelligente et courageuse,.

### Les poupées Patty-Jo
En 1947, Jackie Ormes est contactée par la compagnie de poupée Terri Lee pour produire une poupée de jeu basée sur son personnage de Patty-Jo. Présente dans les rayons des grands magasins à noël de cette même année, elle est la première poupée noire américaine à avoir une garde-robe haut de gamme. En décembre 1949, le contrat avec la société Terri Lee n'est pas renouvelé et la production s'achève. Les poupées Patty-Jo deviennent des articles de collection très recherchés.

### Engagement associatif
Jackie Ormes contribue bénévolement à sa communauté South Side Chicago, en produisant des spectacles de mode et des divertissements de collecte de fonds. Elle est également membre du conseil d'administration fondateur du Musée DuSable consacré à l'histoire afro-américaine.
Grande collectionneuse de poupées, elle en possède 150 poupées anciennes et modernes dans sa collection, elle est active dans le Guys et Gals Funtastique Doll Club, une section de l'United Federation of Doll Clubs à Chicago.